# Arthrostylidium youngianum
Arthrostylidium youngianum är en gräsart som beskrevs av Lynn G. Clark och Emmet J. Judziewicz. Arthrostylidium youngianum ingår i släktet Arthrostylidium och familjen gräs. Inga underarter finns listade i Catalogue of Life.